# Palermo Shooting
Palermo Shooting (2008) es una película escrita y dirigida por el director alemán Wim Wenders, y protagonizada por Campino, Dennis Hopper, Giovanna Mezzogiorno y Lou Reed. La película fue estrenada en Alemania el 20 de noviembre de 2008. Tuvo su estreno en EE. UU. el 20 de enero de 2009.

## Argumento
La película trata de un fotógrafo alemán (interpretado por Campino) que viaja a Palermo con la intención de borrar su pasado. En la ciudad, conoce a una mujer joven (Giovanna Mezzogiorno) y su vida cambia. Es la primera película rodada por Wenders en su ciudad natal, Düsseldorf.